# Reprezentacja Holandii w piłce nożnej mężczyzn
Reprezentacja Holandii w piłce nożnej (niderl. Nederlands voetbalelftal mannen)  – zespół piłkarski reprezentujący Holandię w zawodach międzynarodowych. Za jego funkcjonowanie odpowiedzialny jest Królewski Holenderski Związek Piłki Nożnej (KNVB). Drużyna od koloru strojów nazywana jest Pomarańczowymi (Oranje).
Pierwszy oficjalny mecz piłkarski rozegrała w 1905 roku, z Belgią w Antwerpii. Do europejskiej czołówki awansowała dopiero w latach 70.; wówczas także rozpowszechniła system gry zwany futbolem totalnym. Holendrzy są jedyną drużyną w historii, która trzykrotnie wystąpiła w finale mistrzostw świata i ani razu nie wygrała; w najważniejszym meczu przegrywali z RFN (1974), Argentyną (1978) oraz Hiszpanią (2010).
Ich jedynym zwycięskim finałem jest ostatnie spotkanie Euro 1988, w którym pokonali Związek Radziecki. Zwycięstwo w mistrzostwach Europy oraz trzykrotne wicemistrzostwo świata to najważniejsze osiągnięcia w historii holenderskiej piłki reprezentacyjnej.

## Historia

### Początki

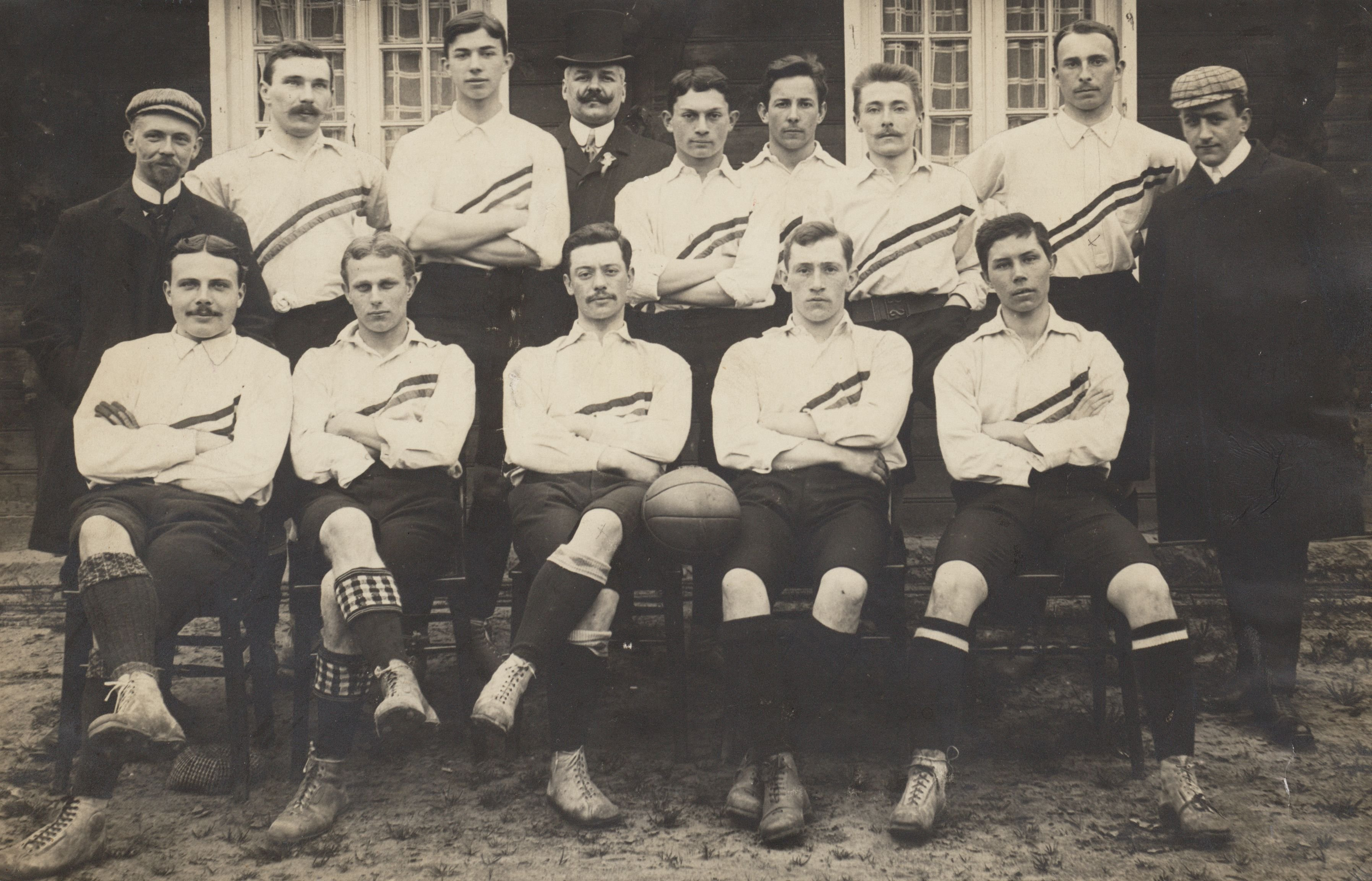
Reprezentacja Holandii w roku 1905

Piłka nożna w Holandii pojawiła się w drugiej połowie XIX wieku wraz z angielskimi robotnikami. Przez wiele kolejnych lat to właśnie piłkarze i trenerzy z Wysp Brytyjskich pozostawali wzorami dla Holendrów. Próbą przeszczepienia angielskiej myśli szkoleniowej do Kraju Tulipanów było zatrudnianie szkoleniowców znad Tamizy, zarówno w klubach, jak i reprezentacji. Od 1908 do 1940 roku selekcjonerami drużyny narodowej byli wyłącznie Anglicy. Pierwszym Holendrem, który otrzymał nominację na trenera kadry, był Otto Bonsema, pracujący w latach 1946–1947.
Reprezentacja Holandii pierwszy oficjalny mecz międzypaństwowy rozegrała 30 kwietnia 1905 roku z Belgią w Antwerpii. Mimo sukcesów na trzech kolejnych igrzyskach olimpijskich (brązowe medale w 1908, 1912 i 1920 roku), holenderscy zawodnicy nie cieszyli się uznaniem, nie pomagał im w tym utrzymujący się aż do połowy lat 50. brak zawodowstwa; piłkarze łączyli grę w futbol z pracą w kopalniach, urzędach i portach. Dopiero w 1956 roku wracający z Hiszpanii napastnik Faas Wilkes podpisał pierwszy zawodowy kontrakt z klubem holenderskim.

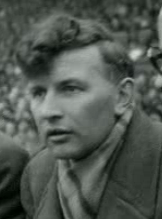
Abe Lenstra, reprezentant Holandii w latach 1940–1959

Holendrzy nie wzięli udziału w pierwszych mistrzostwach świata w 1930 roku. Z dwu kolejnych – w 1934 i 1938 roku – odpadali już po jednym meczu. Najpierw ulegli 2:3 Szwajcarii, a cztery lata później 0:3 Czechosłowacji. Strzelcami goli w pierwszym spotkaniu byli Kick Smit i Leen Vente, a trenerem na obu turniejach – Anglik Bob Glendenning.
Po wojnie aż do 1974 roku nie zagrali w żadnym z pięciu mundiali. Sytuacja polityczna i społeczna (głównie zniszczenia wojenne) zmusiła ich do wycofania się z eliminacji do mistrzostw świata w 1950 i 1954. Między 1949 a 1955 rokiem Pomarańczowi nie wygrali ani jednego meczu. W grupie kwalifikacyjnej do kolejnych turniejów wyprzedzali ich Austriacy (1958), Węgrzy (1962), Szwajcarzy i Irlandczycy z Północy (1966) oraz Bułgarzy i Polacy (1970).
W Kraju Tulipanów nie brakowało w tym czasie talentów piłkarskich. Najbardziej znanymi graczami holenderskimi byli członkowie tzw. „złotej trójcy”: Faas Wilkes, Abe Lenstra i Kees Rijvers. Wilkes z czasem przeniósł się do Interu Mediolan, Lenstra był gwiazdą SC Heerenveen, a przyszły selekcjoner (to u niego debiutowali Frank Rijkaard, Marco van Basten i Ruud Gullit) Rijvers zarabiał w AS Saint-Étienne. Brakowało natomiast holenderskich szkoleniowców, którzy, tak w drużynach klubowych, jak i reprezentacji, musieli pogodzić się z prymatem trenerów z Anglii i Austrii.
W 1965 roku z pracy w Ajaksie Amsterdam zrezygnował Vic Buckingham. Jego następcą został jego asystent, były piłkarz i nauczyciel gimnastyki, Holender Rinus Michels. Był to początek zmian w klubowej piłce holenderskiej, które z czasem objęły również drużynę narodową.

### Lata 1988–1992. Powroty Rinusa Michelsa

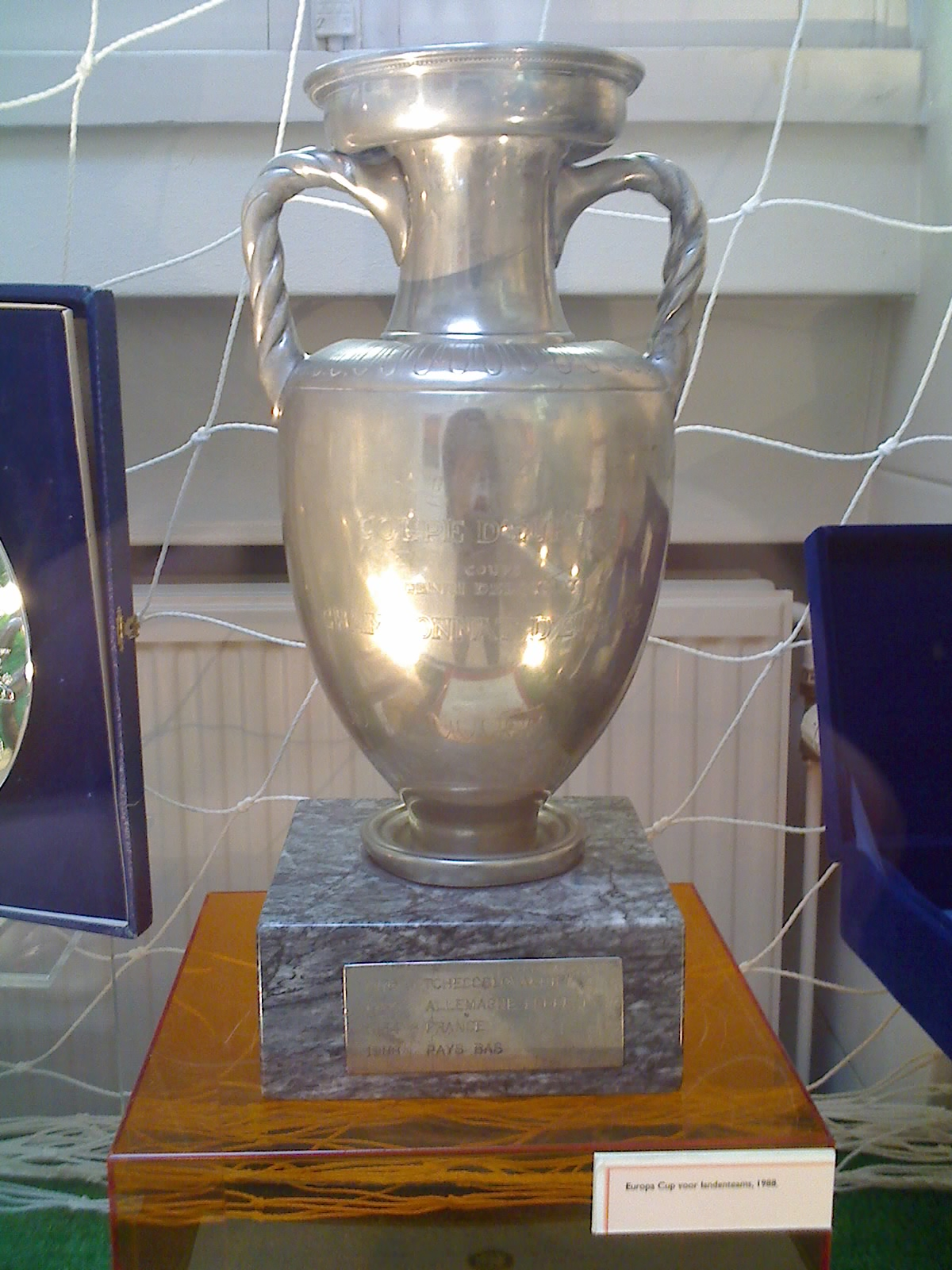
Holendrzy po raz pierwszy i – jak na razie – ostatni zdobyli mistrzostwo Europy w 1988

Po porażkach do trzech turniejów rangi mistrzowskiej w marcu 1986 roku do pracy z kadrą powrócił Rinus Michels. Opiekun wicemistrzów świata z 1974 roku poprowadził Holendrów do zwycięstwa w grupie eliminacyjnej do Euro 1988, dzięki czemu Pomarańczowi po ośmioletniej przerwie wrócili do rywalizacji o najważniejsze europejskie trofeum. Mimo iż przed turniejem nie wymieniano ich w gronie głównych faworytów, to nazwisko uznanego i utytułowanego szkoleniowca oraz forma piłkarzy, już wówczas należących do europejskiej czołówki, sprawiły, że wielu komentatorów widziało w Pomarańczowych „czarnego konia” mistrzostw. Nie pomylili się: mimo porażki w pierwszym meczu ze Związkiem Radzieckim, podopieczni Michelsa w kolejnych spotkaniach ograli Anglię (3:1), Irlandię (1:0), RFN (2:1), a w spotkaniu finałowym zrewanżowali się ZSRR (2:0), i po raz pierwszy w historii wygrali mistrzostwa Europy. W prasowych komentarzach podkreślano, że Holandia grała nie tylko skutecznie, ale także szybko i ofensywnie. Wśród zawodników, którzy zebrali najwyższe noty, znaleźli się kapitan i najbardziej wszechstronny piłkarz w ekipie Pomarańczowych Ruud Gullit (26 lat, A.C. Milan) oraz napastnik Marco van Basten (24, AC Milan), któremu przypadła korona króla strzelców (pięć goli) oraz nagroda dla najlepszego gracza turnieju.
Dwa lata później ta sama drużyna startowała w mundialu w 1990. Jednak w przeciwieństwie do poprzedniego turnieju na mistrzostwach świata zespół był skonfliktowany i podzielony: kilka tygodni wcześniej piłkarze wymusili zmianę selekcjonera, ponadto zarzucano im arogancję i pychę, brak zaangażowania w grę oraz błędy w przygotowaniu do mundialu. W efekcie mistrzowie Europy odpadli już w 1/8 finału, a bilans ich gier zamknął się na trzech remisach (m.in. z Egiptem) i jednej porażce. Z czterech spotkań Holendrzy nie wygrali ani jednego, strzelili tylko trzy bramki.
Po tym niepowodzeniu do pracy w kadrą po raz kolejny powrócił Rinus Michels. Ponownie zaufał zawodnikom, z którymi w 1988 roku zdobył mistrzostwo Europy. Jednak inaczej niż na turnieju cztery lata wcześniej Holendrzy odpadli w fazie półfinałowej: po wygraniu grupy (m.in. ze Szkocją i Niemcami) w meczu decydującym o grze w finale spotkali się z Duńczykami, z którymi przegrali dopiero po serii rzutów karnych (4:5). Wśród komentatorów nie było zgodności, co do przyczyn porażki Holendrów. Niektórzy podkreślali brak szczęścia w konkursie jedenastek, inni zaś wskazywali słabszą formę w ostatnim meczu liderów, Ruuda Gullita i przede wszystkim Marca van Bastena, który nie wykorzystał rzutu karnego. Euro 1992 było jednym z ostatnich turniejów, na którym o obliczu Pomarańczowych decydowało pokolenie triumfatorów Euro 1988. I ostatnim, na którym wspólnie wystąpiło trio van Basten – Gullit – Rijkaard.

### Lata 1994–2004. Złote czy stracone pokolenie?

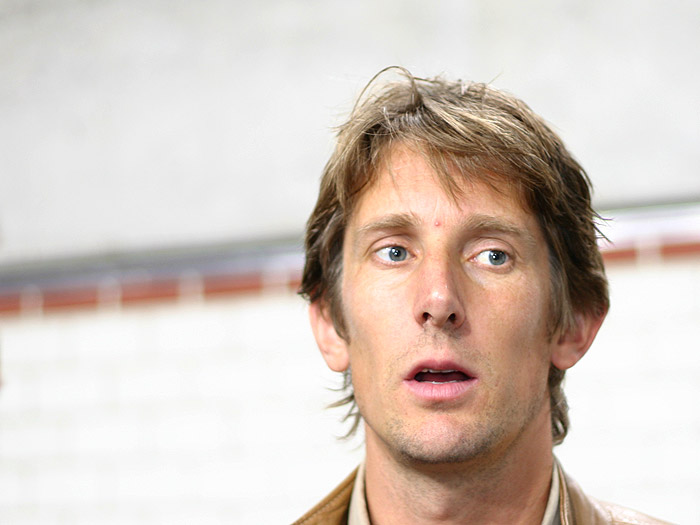
Bramkarz Edwin van der Sar był jedynym zawodnikiem z pokolenia triumfatorów LM 1995, który nie został odsunięty od kadry w 2004

24 maja 1995 roku AFC Ajax pokonał 1:0 A.C. Milan w finale Ligi Mistrzów. Ośmiu piłkarzy, którzy wówczas wybiegli na boisko w barwach Ajaksu (plus Winston Bogarde, który w meczu finałowym siedział na ławce rezerwowych, ale wcześniej grał w czterech spotkaniach), przez kolejną dekadę występowało w pierwszej jedenastce drużyny narodowej na mistrzostwach świata i Europy. Najstarsi z nich – Edwin van der Sar, Bogarde i bracia Frank i Ronald de Boerowie – urodzili się w 1970 roku i w dniu wiedeńskiego zwycięstwa liczyli dwadzieścia pięć lat, najmłodsi – Clarence Seedorf i Patrick Kluivert to rocznik 1976; Puchar Mistrzów zdobyli nie mając nawet dwudziestu lat.
Na rok przed zwycięstwem Ajaksu w Lidze Mistrzów Pomarańczowi dotarli do ćwierćfinału mistrzostw świata. Ostatni raz zagrało w holenderskiej kadrze czterech mistrzów Europy z 1988 roku, a czterech przyszłych triumfatorów Pucharu Mistrzów (bracia de Boer i Overmars oraz van der Sar jako rezerwowy) na amerykańskich boiskach zaczynało reprezentacyjne przygody.
Na Euro 1996 spośród tej dziewiątki Guus Hiddink powołał siedmiu, ale dwaj nieobecni – Frank de Boer i Marc Overmars – nie znaleźli się w kadrze tylko z powodu urazów. Dwa lata później na mundialu wystąpili już wszyscy, jednego – kontuzjowanego Bogarde’a – zabrakło na Euro 2000. Ostatnim turniejem, na którym o obliczu Pomarańczowych decydowała tamta generacja piłkarzy, było Euro 2004 (powołanie otrzymało siedmiu z nich). Po tych mistrzostwach nowy selekcjoner Marco van Basten postanowił radykalnie odmłodzić kadrę, co oznaczało pożegnanie z drużyną narodową dla wszystkich, oprócz bramkarza van der Sara.
W czasie tej dekady Holendrzy zdobyli dwukrotnie brązowy medal mistrzostw Europy i raz zajęli czwarte miejsce na mundialu, chociaż zawsze startowali z pozycji faworytów do zdobycia głównego trofeum. Zawodnicy z czasem przeszli z Ajaksu do najlepszych klubów Europy, wygrywali rankingi na najlepszych na Starym Kontynencie, ale grając w reprezentacji zazwyczaj zawodzili. Dlatego też wśród komentatorów obserwujących na przełomie wieków drużynę Holandii czasem pojawia się określenie „stracone pokolenie”.

### Lata 2006–2012. „Pomarańczowa rewolucja”

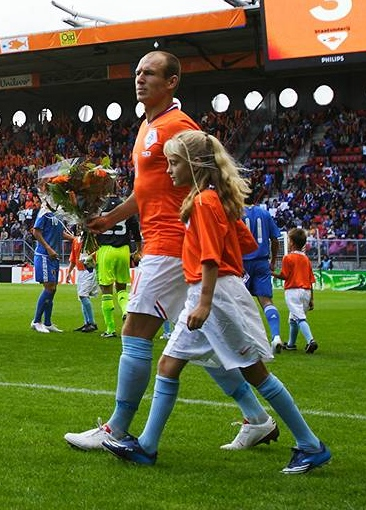
Arjen Robben, lider reprezentacji M. van Bastena i B. van Marwijka

Nowy selekcjoner Marco van Basten, były napastnik Ajaksu i Milanu, zdecydowanie odmłodził drużynę narodową. Zbudował reprezentację wokół grających na co dzień w rodzimych klubach młodych i niedoświadczonych piłkarzy lub starszych, ale dotychczas pomijanych przez kolejnych selekcjonerów. Zmiany kadrowe poczynione przez van Bastena były tak głębokie, że dziennikarze zaczęli pisać o „pomarańczowej rewolucji” w kadrze. To za jego kadencji miejsce w reprezentacji wywalczyli m.in. Khalid Boulahrouz, Joris Mathijsen, a także Wesley Sneijder, Robin van Persie i Dirk Kuyt, a na jej lidera wyrósł Arjen Robben. Jednak w podsumowaniach czteroletniej kadencji van Bastena przeważał niedosyt; podkreślano, że najpierw odsunął starsze pokolenie piłkarzy i zdecydowanie oparł kadrę na młodych graczach, konsekwentnie ignorował słowa krytyki zarówno działaczy, jak i kibiców oraz autorytetów sportowych (jak Johan Cruyff), jednak – wyniki na turniejach nie były satysfakcjonujące: Holendrzy odpadli już w drugiej rundzie zarówno mundialu w 2006, jak i Euro 2008, gdzie wcześniej w rozgrywkach grupowych wysoko pokonali aktualnych mistrzów (Włochy) i wicemistrzów świata (Francja).
Następcą van Bastena został Bert van Marwijk, który z piłkarzami wprowadzonymi przez niego do reprezentacji (plus Mark van Bommel i Gregory van der Wiel) zdobył srebrny medal na mundialu w 2010. W prasowych komentarzach zwracano uwagę na to, że chociaż van Marwijk był kontynuatorem koncepcji gry stworzonej przez van Bastena, to – inaczej niż jego poprzednik – rozsądniej wykorzystywał potencjał ofensywny zawodników, i przez to na mundialu Holendrzy nie zagrali ani jednego tak efektownego meczu, jak z Włochami czy Francją na mistrzostwach Europy. Selekcjoner wolał oszczędzać siły na decydujące spotkania nawet kosztem widowiskowego stylu gry oraz – jak sam podkreślał – położyć większy nacisk na grę w obronie. Taktyka van Marwijka odniosła sukces – Holendrzy po raz pierwszy od 1978 roku zagrali w finale mistrzostw świata, jednak – podobnie jak wtedy – zakończyli turniej na drugim miejscu; tym razem ulegli 0:1 Hiszpanii. W drodze do finału pokonali m.in. Danię, Brazylię i Urugwaj. Jednak kolejny wielki turniej okazał się dla Holendrów porażką.
Na Euro 2012, gdzie Holendrzy byli jednymi z faworytów do wygrania całego turnieju nie zdołali wyjść z „grupy śmierci” przegrywając wszystkie trzy mecze z Danią, Niemcami i Portugalią. Po bardzo nieudanym turnieju van Marwijk podał się do dymisji. Jego następcą został Louis van Gaal, który już po raz drugi został selekcjonerem kadry. 28 marca 2014 roku KNVB zdecydował, iż po zakończeniu mistrzostw świata w Brazylii funkcję selekcjonera obejmie po raz kolejny Guus Hiddink.

### Od 2014. Czas rzemieślników
Pod wodzą Louisa van Gaala Holandia na Mistrzostwach w Brazylii bezproblemowo wyszła najpierw z grupy, zaczynając od spektakularnego zwycięstwa 5:1 z Hiszpanią, a później pokonując Australię oraz Chile. W 1/8 finału Holendrzy trafili na Meksyk, w którym pomarańczowi przegrywali 1:0, ale ostatecznie udało im się wygrać 2:1, lecz drugi gol dla Holandii padł po kontrowersyjnym rzucie karnym po faulu na Arjenie Robben. W ćwierćfinale Holandia trafiła na rewelację turnieju Kostarykę. Nie potrafili oni sforsować jednak bramki Keylora Navasa ani w regulaminowym czasie, ani w dogrywce. Ostatecznie wygrali jednak po rzutach karnych 4:3. W półfinale Oranje trafili na Argentynę. Mecz ten miał podobny scenariusz i po 120 minutach gry było 0:0. O tym kto awansuje do finału zadecydowały zatem karne, w których Holendrzy przegrali 2:4. Holandia zakończyła jednak swój udział w turnieju zwycięstwem z gospodarzami z Brazylii zwyciężając pewnie 0:3, a więc tak jak 4 lata wcześniej znów stanęli na podium mundialu.
Po mistrzostwach Holendrzy przygotowywali się do eliminacji mistrzostw Europy, ale pod wodzą innego już trenera, Guusa Hidinka. Holendrzy jednak od początku eliminacji nie zachwycała. Zaczęli od porażki z Czechami, a w październiku przegrali z Islandią. W marcu 2015 roku tylko zremisowali z Turcją. Latem Guus Hiddink zrezygnował z posady, a funkcję selekcjonera objął jego asystent, Danny Blind. Zmiana trenera nie pomogła jednak i we wrześniu 2015 Holendrzy przegrali kolejny raz z Islandią i Turcją, a na koniec eliminacji przegrali po raz drugi z Czechami. Holandia wygrała w eliminacjach tylko 4 mecze z najsłabszą Łotwą oraz z Kazachstanem. W meczach z trzema najlepszymi drużynami Holandia zdobyła zaledwie 1 punkt (na 18 możliwych) i Oranje z 13 punktami zajęli dopiero 4. miejsce w grupie i sensacyjnie nie awansowali do Mistrzostw Europy we Francji. Zabrakło ich więc na mistrzostwach po raz pierwszy od Euro 1984.
Po tych nieudanych dla Holendrów eliminacjach, przyszedł czas na kolejne eliminacje tym razem do rosyjskiego mundialu. Oranje znaleźli się w grupie A razem z Bułgarią, Szwecją, Białorusią, Francją i Luksemburgiem. Słaba gra „Pomarańczowych” w pierwszych pięciu spotkaniach eliminacyjnych (siedem punktów na piętnaście możliwych po dwóch zwycięstwach, remisie i dwóch porażkach), oraz wyjazdowa przegrana z Bułgarią w Sofii 0:2 sprawiły, że z posadą selekcjonera pożegnał się Danny Blind. Do maja 2017 roku kadrę tymczasowo prowadził jego asystent Fred Grim, natomiast od czerwca do listopada 2017 selekcjonerem ekipy „Oranje” był Dick Advocaat (który prowadził już kadrę narodową w latach 1992–1994, oraz 2002–2004). Pod jego wodzą Holendrzy dokończyli eliminacje do MŚ 2018, zajmując ostatecznie trzecie miejsce w grupie A, które nie dało im kwalifikacji do turnieju głównego (po raz pierwszy od mundialu 2002 w Korei i Japonii). Holandii zabrakło więc na drugiej wielkiej imprezie rangi mistrzowskiej z rzędu (dwa lata wcześniej nie zakwalifikowała się do Euro 2016). W następstwie tego wydarzenia Arjen Robben zakończył karierę reprezentacyjną. Po meczu towarzyskim z Rumunią Dick Advocaat zrezygnował z prowadzenia kadry narodowej. Jego asystentem był Ruud Gullit.
6 lutego 2018 roku nowym selekcjonerem Holendrów został Ronald Koeman.

## Holenderskie finały

### Mistrzostwa świata 1974
| 7 lipca 1974 finał mundialu 1974 | Holandia · Johan Neeskens 2k.' | 1-2 | RFN · Paul Breitner 25k.' · Gerd Müller 43' | Stadion Olimpijski, Monachium Widzów: 75 200 Sędzia: Jack Taylor |
|                                  |                                |     |                                             |                                                                  |

| HOLANDIA:     |    |                     |              |     |
|               |    |                     |              |     |
| GK            | 8  | Jan Jongbloed       |              |     |
| DF            | 12 | Ruud Krol           |              |     |
| DF            | 17 | Wim Rijsbergen      |              | 69' |
| DF            | 20 | Wim Suurbier        |              |     |
| MF            | 2  | Arie Haan           |              |     |
| MF            | 3  | Willem van Hanegem  | Żółta kartka |     |
| MF            | 6  | Wim Jansen          |              |     |
| MF            | 13 | Johan Neeskens      | Żółta kartka |     |
| FW            | 14 | Johan Cruijff       | Żółta kartka |     |
| FW            | 15 | Rob Rensenbrink     |              | 46' |
| FW            | 16 | Johnny Rep          |              |     |
| Zmiany:       |    |                     |              |     |
| MF            | 7  | Theo de Jong        |              | 69' |
| MF            | 10 | René van de Kerkhof |              | 46' |
| Selekcjoner:  |    |                     |              |     |
| Rinus Michels |    |                     |              |     |

| RFN:         |    |                          |              |
|              |    |                          |              |
| GK           | 1  | Sepp Maier               |              |
| DF           | 2  | Berti Vogts              | Żółta kartka |
| DF           | 3  | Paul Breitner            |              |
| DF           | 4  | Hans-Georg Schwarzenbeck |              |
| DF           | 5  | Franz Beckenbauer        |              |
| MF           | 12 | Wolfgang Overath         |              |
| MF           | 16 | Rainer Bonhof            |              |
| FW           | 9  | Jürgen Grabowski         |              |
| FW           | 13 | Gerd Müller              |              |
| FW           | 14 | Uli Hoeneß               |              |
| FW           | 17 | Bernd Hölzenbein         |              |
| Selekcjoner: |    |                          |              |
| Helmut Schön |    |                          |              |

### Mistrzostwa świata 1978
| 25 czerwca 1978 finał mundialu 1978 | Holandia · Dick Nanninga 82' | 1-3 (po dogr.)0-1 | Argentyna · Mario Kempes 38' 105' · Daniel Bertoni 116' | Estadio Monumental, Buenos Aires Widzów: 71 483 Sędzia: Sergio Gonella |
|                                     |                              |                   |                                                         |                                                                        |

| HOLANDIA:    |    |                      |              |     |
|              |    |                      |              |     |
| GK           | 8  | Jan Jongbloed        |              |     |
| SW           | 5  | Ruud Krol            | Żółta kartka |     |
| RB           | 6  | Wim Jansen           |              | 75' |
| CB           | 22 | Ernie Brandts        |              |     |
| LB           | 2  | Jan Poortvliet       | Żółta kartka |     |
| RM           | 13 | Johan Neeskens       |              |     |
| CM           | 9  | Arie Haan            |              |     |
| LM           | 11 | Willy van de Kerkhof |              |     |
| RF           | 10 | René van de Kerkhof  |              |     |
| CF           | 16 | Johnny Rep           |              | 58' |
| LF           | 12 | Rob Rensenbrink      |              |     |
| Zmiany:      |    |                      |              |     |
| FW           | 18 | Dick Nanninga        |              | 58' |
| DF           | 20 | Wim Suurbier         | Żółta kartka | 75' |
| Selekcjoner: |    |                      |              |     |
| Ernst Happel |    |                      |              |     |

| ARGENTYNA:         |    |                     |              |     |
|                    |    |                     |              |     |
| GK                 | 5  | Ubaldo Fillol       |              |     |
| RB                 | 15 | Jorge Olguín        |              |     |
| CB                 | 7  | Luis Galván         |              |     |
| CB                 | 19 | Daniel Passarella   |              |     |
| LB                 | 20 | Alberto Tarantini   |              |     |
| DM                 | 6  | Américo Gallego     |              |     |
| RM                 | 2  | Osvaldo Ardiles     | Żółta kartka | 66' |
| LM                 | 10 | Mario Kempes        |              |     |
| RF                 | 4  | Daniel Bertoni      |              |     |
| CF                 | 14 | Leopoldo Luque      |              |     |
| LF                 | 16 | Oscar Alberto Ortiz |              | 75' |
| Zmiany:            |    |                     |              |     |
| MF                 | 12 | Omar Larrosa        |              | 66' |
| MF                 | 9  | René Houseman       |              | 75' |
| Selekcjoner:       |    |                     |              |     |
| César Luis Menotti |    |                     |              |     |

### Mistrzostwa Europy 1988
| 25 czerwca 1988 finał Euro 1988 | ZSRR | 0-20-1 | Holandia · Ruud Gullit 32' · Marco van Basten 54' | Stadion Olimpijski, Monachium Widzów: 72 308 Sędzia: Michel Vautrot |
|                                 |      |        |                                                   |                                                                     |

| ZWIĄZEK RADZIECKI: |    |                         |              |     |
|                    |    |                         |              |     |
| GK                 | 1  | Rinat Dasajew           |              |     |
| RB                 | 5  | Anatolij Demjanenko     | Żółta kartka |     |
| CB                 | 3  | Wagiz Chidijatullin     | Żółta kartka |     |
| CB                 | 7  | Siarhiej Alejnikau      |              |     |
| LB                 | 6  | Wasyl Rac               |              |     |
| RM                 | 8  | Hennadij Łytowczenko    | Żółta kartka |     |
| CM                 | 9  | Ołeksandr Zawarow       |              |     |
| CM                 | 15 | Ołeksij Mychajłyczenko  |              |     |
| LM                 | 18 | Siarhiej Hocmanau       |              | 68' |
| CF                 | 10 | Ołeh Protasow           |              | 71' |
| CF                 | 11 | Ihor Biełanow           |              |     |
| Rezerwowi:         |    |                         |              |     |
| GK                 | 16 | Wiktor Czanow           |              |     |
| DF                 | 14 | Viačeslavas Sukristovas |              |     |
| DF                 | 13 | Tengiz Sulakwelidze     |              |     |
| MF                 | 19 | Serhij Bałtacza         |              | 68' |
| MF                 | 20 | Wiktor Pasulko          |              | 71' |
| Selekcjoner:       |    |                         |              |     |
| Walery Łobanowski  |    |                         |              |     |

| HOLANDIA:     |    |                    |              |
|               |    |                    |              |
| GK            | 1  | Hans van Breukelen |              |
| RB            | 6  | Berry van Aerle    | Żółta kartka |
| CB            | 4  | Ronald Koeman      |              |
| CB            | 17 | Frank Rijkaard     |              |
| LB            | 2  | Adri van Tiggelen  |              |
| RM            | 7  | Gerald Vanenburg   |              |
| CM            | 8  | Arnold Mühren      |              |
| CM            | 20 | Jan Wouters        | Żółta kartka |
| LM            | 13 | Erwin Koeman       |              |
| CF            | 10 | Ruud Gullit        |              |
| CF            | 12 | Marco van Basten   |              |
| Rezerwowi:    |    |                    |              |
| GK            | 16 | Joop Hiele         |              |
| DF            | 18 | Wilbert Suvrijn    |              |
| MF            | 11 | John van 't Schip  |              |
| FW            | 9  | John Bosman        |              |
| FW            | 14 | Wim Kieft          |              |
| Selekcjoner:  |    |                    |              |
| Rinus Michels |    |                    |              |

### Mistrzostwa świata 2010
| 11 lipca 2010 finał mundialu 2010 | Holandia | 0-1 (po dogr.)0-0 | Hiszpania · Andrés Iniesta 116' | Soccer City Stadium, Johannesburg Widzów: 84 490 Sędzia: Howard Webb |
|                                   |          |                   |                                 |                                                                      |

| HOLANDIA:        |    |                          |                 |      |
|                  |    |                          |                 |      |
| GK               | 1  | Maarten Stekelenburg     |                 |      |
| RB               | 2  | Gregory van der Wiel     | Żółta kartka    |      |
| CB               | 3  | John Heitinga            | Czerwona kartka |      |
| CB               | 4  | Joris Mathijsen          | Żółta kartka    |      |
| LB               | 5  | Giovanni van Bronckhorst | Żółta kartka    | 105' |
| CM               | 6  | Mark van Bommel          | Żółta kartka    |      |
| CM               | 8  | Nigel de Jong            | Żółta kartka    | 99'  |
| RW               | 11 | Arjen Robben             | Żółta kartka    |      |
| AM               | 10 | Wesley Sneijder          |                 |      |
| LW               | 7  | Dirk Kuyt                |                 | 71'  |
| CF               | 9  | Robin van Persie         | Żółta kartka    |      |
| Zmiany:          |    |                          |                 |      |
| MF               | 17 | Eljero Elia              |                 | 71'  |
| MF               | 23 | Rafael van der Vaart     |                 | 99'  |
| DF               | 15 | Edson Braafheid          |                 | 105' |
| Selekcjoner:     |    |                          |                 |      |
| Bert van Marwijk |    |                          |                 |      |

| Hiszpania:         |    |                 |              |      |
|                    |    |                 |              |      |
| GK                 | 1  | Iker Casillas   |              |      |
| RB                 | 15 | Sergio Ramos    | Żółta kartka |      |
| CB                 | 3  | Gerard Piqué    |              |      |
| CB                 | 5  | Carles Puyol    | Żółta kartka |      |
| LB                 | 11 | Joan Capdevila  | Żółta kartka |      |
| DM                 | 16 | Sergio Busquets |              |      |
| DM                 | 14 | Xabi Alonso     |              | 87'  |
| CM                 | 8  | Xavi            | Żółta kartka |      |
| RW                 | 6  | Andrés Iniesta  | Żółta kartka |      |
| LW                 | 18 | Pedro           |              | 60'  |
| CF                 | 7  | David Villa     |              | 106' |
| Zmiany:            |    |                 |              |      |
| MF                 | 22 | Jesús Navas     |              | 60'  |
| MF                 | 10 | Cesc Fàbregas   |              | 87'  |
| FW                 | 9  | Fernando Torres |              | 106' |
| Selekcjoner:       |    |                 |              |      |
| Vicente del Bosque |    |                 |              |      |

## Sztab szkoleniowy
- Selekcjoner:  Louis van Gaal
- Asystent:  Danny Blind,  Henk Fraser
- Trener bramkarzy:  Frans Hoek

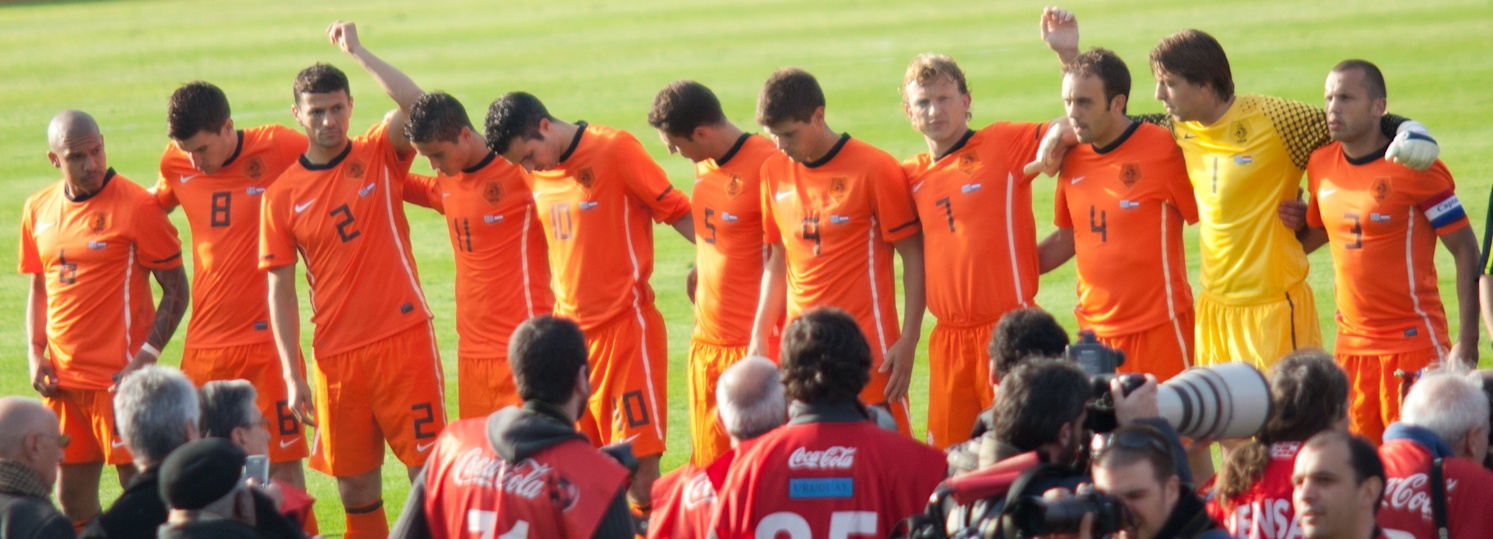
Reprezentacja Holandii w 2011

- Trener przygotowania fizycznego:  Jan Kluitenberg,  Martin Cruijff
- Menedżer:  Fernando Arrabal

## Aktualny skład
26 osobowa kadra na Mistrzostwa Europy 2024, które odbywają się w dniach 15 czerwca 2024 – 14 lipca 2024. Występy i gole aktualne na 20 czerwca 2024.
| Nr         | Imię i nazwisko      | Data urodzenia (wiek) | Występy   | Gole      | Klub                |
| Bramkarze  | Bramkarze            | Bramkarze             | Bramkarze | Bramkarze | Bramkarze           |
| ---------- | -------------------- | --------------------- | --------- | --------- | ------------------- |
| 1          | Bart Verbruggen      | 18 sierpnia 2002      | 7         | 0         | Brighton            |
| 13         | Justin Bijlow        | 22 stycznia 1998      | 8         | 0         | Feyenoord           |
| 23         | Mark Flekken         | 13 czerwca 1993       | 7         | 0         | Brentford           |
| Obrońcy    |                      |                       |           |           |                     |
| 2          | Lutsharel Geertruida | 18 lipca 2000         | 9         | 0         | Feyenoord           |
| 3          | Matthijs de Ligt     | 12 sierpnia 1999      | 45        | 2         | Bayern Monachium    |
| 4          | Virgil van Dijk      | 8 lipca 1991          | 68        | 9         | Liverpool           |
| 5          | Nathan Aké           | 18 lutego 1995        | 45        | 5         | Manchester City     |
| 6          | Stefan de Vrij       | 5 lutego 1992         | 64        | 3         | Inter Mediolan      |
| 12         | Jeremie Frimpong     | 17 sierpnia 1999      | 4         | 1         | Bayer 04 Leverkusen |
| 15         | Micky van de Ven     | 19 kwietnia 2001      | 4         | 0         | Tottenham           |
| 17         | Daley Blind          | 9 marca 1990          | 107       | 3         | Girona              |
| 20         | Ian Maatsen          | 10 marca 2002         | 0         | 0         | Borussia Dortmund   |
| 22         | Denzel Dumfries      | 18 kwietnia 1996      | 53        | 6         | Inter Mediolan      |
| Pomocnicy  |                      |                       |           |           |                     |
| 7          | Xavi Simons          | 21 kwietnia 2003      | 14        | 1         | RB Lipsk            |
| 8          | Georginio Wijnaldum  | 11 listopada 1990     | 93        | 28        | Ettifaq FC          |
| 14         | Tijjani Reijnders    | 29 marca 1991         | 9         | 1         | AC Milan            |
| 16         | Joey Veerman         | 28 lutego 1998        | 10        | 1         | PSV                 |
| 24         | Jerdy Schouten       | 12 maja 1997          | 5         | 0         | PSV                 |
| 26         | Ryan Gravenberch     | 16 maja 2002          | 12        | 1         | Liverpool           |
| Napastnicy |                      |                       |           |           |                     |
| 9          | Wout Weghorst        | 7 sierpnia 1992       | 33        | 11        | TSG Hoffenheim      |
| 10         | Memphis Depay        | 13 lutego 1994        | 92        | 45        | Atlético Madryt     |
| 11         | Cody Gakpo           | 7 maja 1999           | 24        | 9         | Liverpool           |
| 18         | Donyell Malen        | 19 stycznia 1999      | 32        | 7         | Borussia Dortmund   |
| 19         | Brian Brobbey        | 1 lutego 2002         | 2         | 0         | AFC Ajax            |
| 21         | Joshua Zirkzee       | 22 maja 2001          | 0         | 0         | Bologna             |
| 25         | Steven Bergwijn      | 8 października 1997   | 33        | 8         | AFC Ajax            |

## Udział wmistrzostwach świata

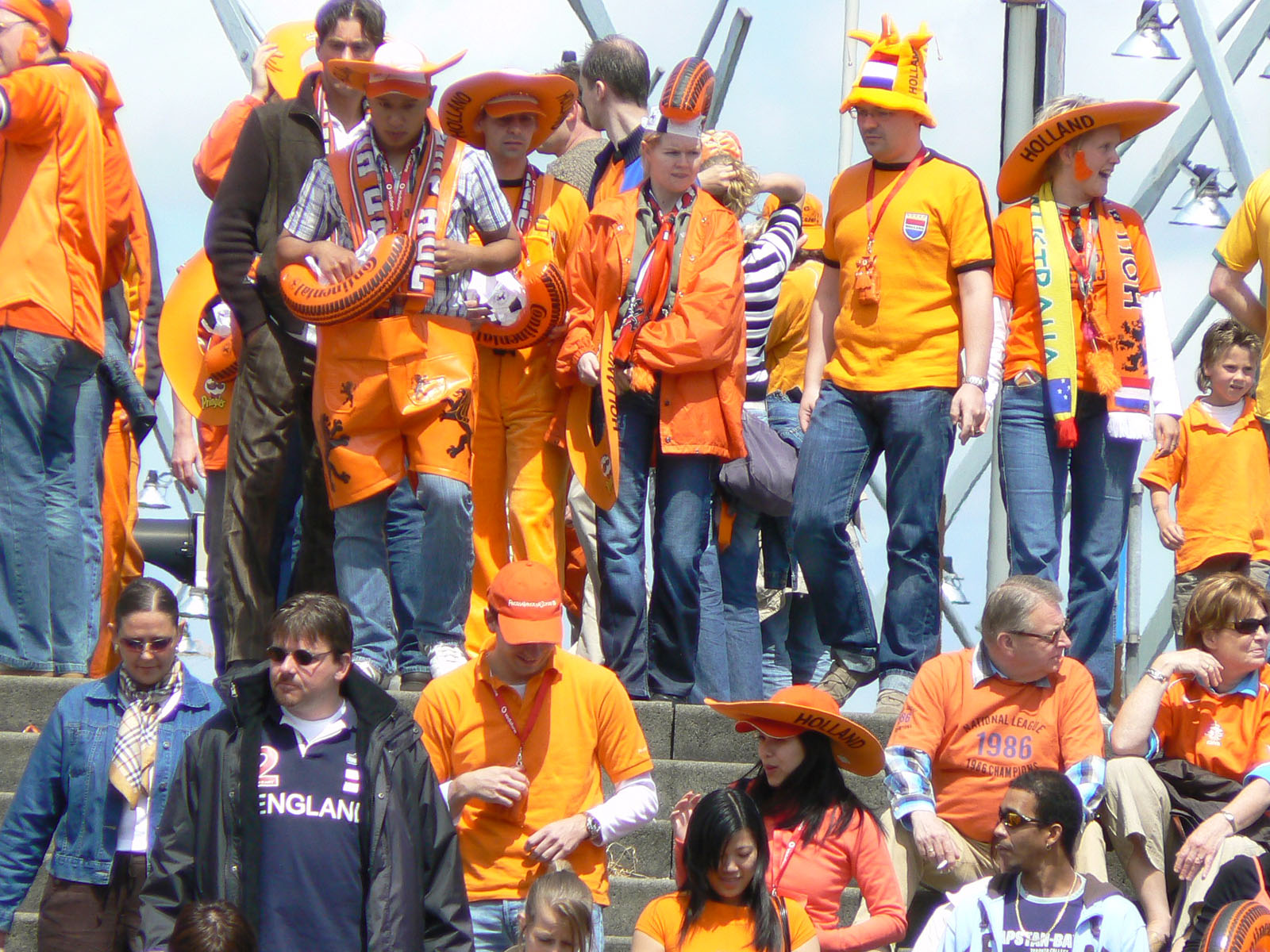
Kibice reprezentacji Holandii

| 1930 | Nie brała udziału       | Nie brała udziału       |
| 1934 | Awans                   | 1/8 finału              |
| 1938 | Awans                   | 1/8 finału              |
| 1950 | Nie brała udziału       | Nie brała udziału       |
| 1954 | Nie brała udziału       | Nie brała udziału       |
| 1958 | Nie zakwalifikowała się | Nie zakwalifikowała się |
| 1962 | Nie zakwalifikowała się | Nie zakwalifikowała się |
| 1966 | Nie zakwalifikowała się | Nie zakwalifikowała się |
| 1970 | Nie zakwalifikowała się | Nie zakwalifikowała się |
| 1974 | Awans                   | II miejsce              |
| 1978 | Awans                   | II miejsce              |
| 1982 | Nie zakwalifikowała się | Nie zakwalifikowała się |
| 1986 | Nie zakwalifikowała się | Nie zakwalifikowała się |
| 1990 | Awans                   | 1/8 finału              |
| 1994 | Awans                   | Ćwierćfinał             |
| 1998 | Awans                   | IV miejsce              |
| 2002 | Nie zakwalifikowała się | Nie zakwalifikowała się |
| 2006 | Awans                   | 1/8 finału              |
| 2010 | Awans                   | II miejsce              |
| 2014 | Awans                   | III miejsce             |
| 2018 | Nie zakwalifikowała się | Nie zakwalifikowała się |
| 2022 | Awans                   | Ćwierćfinał             |

## Udział wmistrzostwach Europy

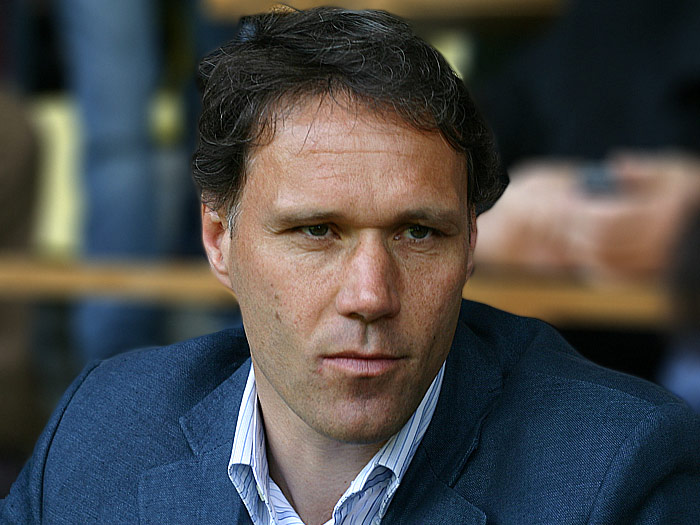
Marco van Basten, król strzelców Euro 1988

| 1960 | Nie brała udziału       | Nie brała udziału       |
| 1964 | Nie zakwalifikowała się | Nie zakwalifikowała się |
| 1968 | Nie zakwalifikowała się | Nie zakwalifikowała się |
| 1972 | Nie zakwalifikowała się | Nie zakwalifikowała się |
| 1976 | Awans                   | III miejsce             |
| 1980 | Awans                   | Faza grupowa            |
| 1984 | Nie zakwalifikowała się | Nie zakwalifikowała się |
| 1988 | Awans                   | Mistrzostwo             |
| 1992 | Awans                   | III/IV miejsce          |
| 1996 | Awans                   | Ćwierćfinał             |
| 2000 | Gospodarz               | III/IV miejsce          |
| 2004 | Awans                   | III/IV miejsce          |
| 2008 | Awans                   | Ćwierćfinał             |
| 2012 | Awans                   | Faza grupowa            |
| 2016 | Nie zakwalifikowała się | Nie zakwalifikowała się |
| 2020 | Awans                   | 1/8 finału              |
| 2024 | Awans                   | III/IV miejsce          |

## Kwalifikacje doMistrzostw Europy w Piłce Nożnej 2016
| Zespół     | Pkt | M  | W | R | P | Br+ | Br− | +/− |
| ---------- | --- | -- | - | - | - | --- | --- | --- |
| Czechy     | 22  | 10 | 7 | 1 | 2 | 19  | 14  | +5  |
| Islandia   | 20  | 10 | 6 | 2 | 2 | 17  | 6   | +11 |
| Turcja     | 18  | 10 | 5 | 3 | 2 | 14  | 9   | +5  |
| Holandia   | 13  | 10 | 4 | 1 | 5 | 17  | 14  | +3  |
| Kazachstan | 5   | 10 | 1 | 2 | 7 | 7   | 18  | -11 |
| Łotwa      | 5   | 10 | 0 | 5 | 5 | 6   | 19  | -13 |

|            | Czechy | Islandia | Holandia | Turcja | Łotwa | Kazachstan |
| ---------- | ------ | -------- | -------- | ------ | ----- | ---------- |
| Czechy     | X      | 2:1      | 2:1      | 0:2    | 1:1   | 2:1        |
| Islandia   | 2:1    | X        | 2:0      | 3:0    | 2:2   | 0:0        |
| Holandia   | 2:3    | 0:1      | X        | 1:1    | 6:0   | 3:1        |
| Turcja     | 1:2    | 1:0      | 3:0      | X      | 1:1   | 3:1        |
| Łotwa      | 1:2    | 0:3      | 0:2      | 1:1    | X     | 0:1        |
| Kazachstan | 2:4    | 0:3      | 1:2      | 0:1    | 0:0   | X          |

## Kwalifikacje doMistrzostw Świata w Piłce Nożnej 2018

### Grupa A
| Lp. | Drużyna    | M  | Mecze | Mecze | Mecze | Bramki | Bramki | Bramki | Pkt |
| Lp. | Drużyna    | M  | W     | R     | P     | +      | −      | +/−    | Pkt |
| --- | ---------- | -- | ----- | ----- | ----- | ------ | ------ | ------ | --- |
| 1.  | Francja    | 10 | 7     | 2     | 1     | 18     | 6      | +12    | 23  |
| 2.  | Szwecja    | 10 | 6     | 1     | 3     | 26     | 9      | +17    | 19  |
| 3.  | Holandia   | 10 | 6     | 1     | 3     | 21     | 12     | +9     | 19  |
| 4.  | Bułgaria   | 10 | 4     | 1     | 5     | 14     | 19     | −5     | 13  |
| 5.  | Luksemburg | 10 | 1     | 3     | 6     | 8      | 26     | −18    | 6   |
| 6.  | Białoruś   | 10 | 1     | 2     | 7     | 6      | 21     | −15    | 5   |

## Rekordziści
Kolorem niebieskim zaznaczono wciąż aktywnych piłkarzy
| Lp. | Zawodnik                 | Lata gry  | Mecze |
| --- | ------------------------ | --------- | ----- |
| 1.  | Wesley Sneijder          | 2003–2018 | 134   |
| 2.  | Edwin van der Sar        | 1995–2008 | 130   |
| 3.  | Frank de Boer            | 1990–2004 | 112   |
| 4.  | Rafael van der Vaart     | 2001–2013 | 109   |
| 5.  | Daley Blind              | 2013–     | 107   |
| 6.  | Giovanni van Bronckhorst | 1996–2010 | 106   |
| 7.  | Dirk Kuijt               | 2004–2014 | 104   |
| 8.  | Robin van Persie         | 2005–2017 | 102   |
| 9.  | Phillip Cocu             | 1996–2006 | 101   |
| 10. | Arjen Robben             | 2003–2017 | 96    |

| Lp. | Zawodnik            | Lata gry  | Gole | Mecze |
| --- | ------------------- | --------- | ---- | ----- |
| 1.  | Robin van Persie    | 2005–2017 | 50   | 102   |
| 2.  | Memphis Depay       | 2013–     | 45   | 92    |
| 3.  | Klaas-Jan Huntelaar | 2006–2015 | 42   | 76    |
| 4.  | Patrick Kluivert    | 1994–2004 | 40   | 79    |
| 5.  | Dennis Bergkamp     | 1990–2000 | 37   | 79    |
| 5.  | Arjen Robben        | 2003–2017 | 37   | 96    |
| 7.  | Faas Wilkes         | 1946–1961 | 35   | 38    |
| 7.  | Ruud van Nistelrooy | 1998–2011 | 35   | 70    |
| 9.  | Abe Lenstra         | 1940–1959 | 33   | 47    |
| 9.  | Johan Cruijff       | 1966–1977 | 33   | 48    |
| 11. | Wesley Sneijder     | 2003–2018 | 31   | 134   |

- Pogrubioną czcionką oznaczono piłkarzy branych pod uwagę przy ustalaniu obecnej kadry.

## Trenerzy reprezentacji Holandii od lat 90.
Pełna lista selekcjonerów kadry znajduje się tutaj.
| Zdjęcie | Trener           | Wiek1 | Data zatrudnienia    | Data rezygnacji   | M  | Z  | R  | P | %Z    | Okoliczności rezygnacji |
| ------- | ---------------- | ----- | -------------------- | ----------------- | -- | -- | -- | - | ----- | --- |
|         | Thijs Libregts   | 47    | 14 września 1988     | 28 marca 1990     | 13 | 6  | 4  | 3 | 46,1% | Na trzy miesiące przed Mundialem 1990 został zwolniony – mimo awansu do tego turnieju – na wniosek większości piłkarzy, niezawodolonych z jego metod szkoleniowych.         |
|         | Nol de Ruiter    | 50    | 20 lutego 1990       | 28 marca 1990     | 2  | 1  | 1  | 0 | 50,0% | Tymczasowo prowadził kadrę za chorego Libregtsa. W dwu meczach towarzyskich zanotował zwycięstwo (2:1 ze ZSRR) i remis (0:0 z Włochami).                                    |
|         | Leo Beenhakker   | 48    | 30 maja 1990         | 24 czerwca 1990   | 6  | 1  | 3  | 2 | 16,7% | Po nieudanym Mundialu 1990 – zgodnie z wcześniejszymi deklaracjami – ustąpił miejsca wracającemu do pracy z reprezentacją Michelsowi.                                       |
|         | Rinus Michels    | 62    | 26 września 1990     | 22 czerwca 1992   | 19 | 11 | 4  | 4 | 57,9% | Po zdobyciu brązowego medalu na Euro 1992 nie tylko zrezygnował z prowadzenia kadry, ale i w ogóle zakończył karierę szkoleniową.                                           |
|         | Dick Advocaat    | 45    | 9 września 1992      | 14 grudnia 1994   | 26 | 15 | 5  | 6 | 57,7% | W grudniu 1994 roku, na początku eliminacji do Euro 1996, złożył dymisję, bo otrzymał korzystniejszą finansowo ofertę z PSV Eindhoven.                                      |
|         | Guus Hiddink     | 48    | 20 grudnia 1994      | 11 lipca 1998     | 37 | 22 | 7  | 8 | 59,4% | Po wywalczeniu czwartego miejsca na mundialu 1998 otrzymał propozycję pracy w Realu Madryt.                                                                                 |
|         | Frank Rijkaard   | 36    | 10 października 1998 | 30 czerwca 2000   | 22 | 8  | 11 | 3 | 36,4% | Zrezygnował pod wpływem krytyki mediów po niesatysfakcjonującym występie drużyny na Euro 2000.                                                                              |
|         | Louis van Gaal   | 49    | 7 lipca 2000         | 5 grudnia 2001    | 14 | 8  | 4  | 2 | 57,1% | Podał się do dymisji po porażce w eliminacjach do mundialu 2002. |
|         | Dick Advocaat    | 55    | 1 lutego 2002        | 1 lipca 2004      | 29 | 17 | 6  | 6 | 58,6% | Drugą przygodę na stanowisku selekcjonera zakończył po Euro 2004, po którym jego ustąpienia zażądały media.                                                                 |
|         | Marco van Basten | 40    | 1 sierpnia 2004      | 1 lipca 2008      | 52 | 35 | 11 | 6 | 67,3% | Decyzję o odejściu z reprezentacji ogłosił już cztery miesiące przed Euro 2008. Po tym turnieju został szkoleniowcem Ajaksu Amsterdam.                                      |
|         | Bert van Marwijk | 56    | 1 lipca 2008         | 27 czerwca 2012   | 52 | 34 | 10 | 8 | 65,4% | Mimo obowiązującego do 2016 kontraktu, podał się do dymisji po Euro 2012, gdzie Holendrzy przegrali wszystkie trzy mecze i odpadli już po rundzie grupowej.                 |
|         | Louis van Gaal   | 60    | 1 sierpnia 2012      | 12 lipca 2014     | 28 | 17 | 9  | 2 | 60,7% | Przed rozpoczęciem mundialu 2014, gdzie zajął 3. miejsce, otrzymał propozycję pracy w Manchesterze United.                                                                  |
|         | Guus Hiddink     | 67    | 14 lipca 2014        | 30 czerwca 2015   | 10 | 4  | 1  | 5 | 40,0% | Decyzję o odejściu podjął z powodu fatalnej gry i wyników podczas eliminacji Euro 2016. Gdy opuszczał reprezentację, ta zajmowała 3. miejsce w swojej grupie eliminacyjnej. |
|         | Danny Blind      | 54    | 1 lipca 2015         | 26 marca 2017     | 17 | 7  | 3  | 7 | 41,1% | Odszedł z powodu słabych wyników reprezentacji w eliminacjach do MŚ 2018, przez co awans na mundial dla Holandii bardzo się skomplikował.                                   |
|         | Dick Advocaat    | 69    | 1 czerwca 2017       | 14 listopada 2017 | 7  | 6  | 0  | 1 | 85,7% | Po tym jak reprezentacja nie zdołała zakwalifikować się na MŚ 2018, zrezygnował ze stanowiska.                                                                              |
|         | Ronald Koeman    | 54    | 6 lutego 2018        | 19 sierpnia 2020  | 20 | 11 | 5  | 4 | 55,0% | W sierpniu 2020 roku otrzymał ofertę od FC Barcelona, którą zdecydował się przyjąć, rezygnując tym samym z prowadzenia reprezentacji.                                       |
|         | Dwight Lodeweges | 62    | 19 sierpnia 2020     | 23 września 2020  | 2  | 1  | 0  | 1 | 50,0% | Tymczasowo prowadził kadrę po nagłym odejściu Koemana. |
|         | Frank de Boer    | 50    | 23 września 2020     | 29 czerwca 2021   | 15 | 8  | 4  | 3 | 53,3% | Po braku awansu do ćwierćfinału Euro 2020 postanowił podać się do dymisji.                                                                                                  |
|         | Louis van Gaal   | 69    | 4 sierpnia 2021      | 31 grudnia 2022   | 20 | 14 | 6  | 0 | 70,0% | Po odpadnięciu z ćwierćfinału mundialu 2022 zrezygnował z funkcji selekcjonera.                                                                                             |
|         | Ronald Koeman    | 59    | 1 stycznia 2023      |                   |    |    |    |   |       | |

## W rankingu FIFA
| Rok  | I   | II  | III | IV  | V   | VI  | VII | VIII | IX  | X   | XI  | XII |
| ---- | --- | --- | --- | --- | --- | --- | --- | ---- | --- | --- | --- | --- |
| 1993 | –   | –   | –   | –   | –   | –   | –   | 16.  | 13. | 6.  | 2.  | 7.  |
| 1994 | 7.  | 3.  | 9.  | 8.  | 11. | 2.  | 5.  | 5.   | 5.  | 5.  | 6.  | 6.  |
| 1995 | 6.  | 8.  | 8.  | 7.  | 7.  | 9.  | 17. | 17.  | 5.  | 14. | 10. | 6.  |
| 1996 | 6.  | 6.  | 6.  | 11. | 13. | 13. | 6.  | 6.   | 7.  | 9.  | 10. | 9.  |
| 1997 | 9.  | 9.  | 9.  | 10. | 7.  | 10. | 6.  | 6.   | 4.  | 8.  | 12. | 22. |
| 1998 | 22. | 25. | 6.  | 14. | 25. | 25. | 8.  | 9.   | 9.  | 9.  | 9.  | 11. |
| 1999 | 8.  | 8.  | 8.  | 9.  | 9.  | 10. | 13. | 13.  | 14. | 16. | 17. | 19. |
| 2000 | 19. | 19. | 19. | 20. | 21. | 21. | 8.  | 8.   | 10. | 9.  | 10. | 8.  |
| 2001 | 8.  | 8.  | 9.  | 10. | 8.  | 9.  | 10. | 10.  | 8.  | 7.  | 8.  | 8.  |
| 2002 | 8.  | 8.  | 9.  | 9.  | 9.  | 9.  | 15. | 14.  | 12. | 9.  | 10. | 6.  |
| 2003 | 6.  | 6.  | 6.  | 5.  | 6.  | 5.  | 4.  | 4.   | 7.  | 5.  | 6.  | 4.  |
| 2004 | 4.  | 4.  | 4.  | 5.  | 4.  | 5.  | 5.  | 6.   | 6.  | 5.  | 6.  | 6.  |
| 2005 | 6.  | 6.  | 7.  | 5.  | 5.  | 4.  | 3.  | 3.   | 2.  | 2.  | 3.  | 3.  |
| 2006 | 3.  | 3.  | 3.  | 3.  | 3.  | 3.  | 6.  | 6.   | 6.  | 7.  | 7.  | 7.  |
| 2007 | 7.  | 7.  | 7.  | 6.  | 6.  | 9.  | 6.  | 7.   | 5.  | 7.  | 9.  | 9.  |
| 2008 | 9.  | 9.  | 9.  | 10. | 10. | 10. | 5.  | 4.   | 4.  | 5.  | 4.  | 3.  |
| 2009 | 3.  | 3.  | 3.  | 3.  | 3.  | 2.  | 3.  | 3.   | 3.  | 3.  | 3.  | 3.  |
| 2010 | 3.  | 3.  | 3.  | 4.  | 4.  | 4.  | 2.  | 2.   | 2.  | 2.  | 2.  | 2.  |
| 2011 | 2.  | 2.  | 2.  | 2.  | 2.  | 2.  | 2.  | 1.   | 2.  | 2.  | 2.  | 2.  |
| 2012 | 2.  | 3.  | 2.  | 4.  | 4.  | 4.  | 8.  | 8.   | 8.  | 6.  | 7.  | 8.  |
| 2013 | 8.  | 8.  | 8.  | 9.  | 9.  | 5.  | 5.  | 5.   | 9.  | 8.  | 9.  | 9.  |
| 2014 | 9.  | 10. | 11. | 15. | 15. | 3.  | 3.  | 4.   | 5.  | 5.  | 5.  | 5.  |
| 2015 | 5.  | 5.  | 5.  | 6.  | 6.  | 6.  | 5.  | 12.  | 12. | 14. | 16. | 14. |
| 2016 | 14. | 14. | 15. | 17. | 17. | 14. | 26. | 26.  | 24. | 20. | 22. | 22. |
| 2017 | 22. | 21. | 21. | 32. | 32. | 31. | 32. | 36.  | 29. | 20. | 20. | 20. |
| 2018 | 21. | 21. | 21. | 19. | 19. | 17. | 20. | 17.  | 17. | 15. | 14. | 14. |
| 2019 | 14. | 14. | 14. | 16. | 16. | 14. | 16. | 16.  | 13. | 12. | 14. | 14. |
| 2020 | –   | 14. | –   | 14. | –   | 14. | 14. | –    | 13. | 15. | 14. | 14. |
| 2021 | –   | 14. | –   | –   | –   | 16. | –   | 12.  | –   | 11. | 10. | 10. |
| 2022 | –   | 10. | 10. | –   | –   | 8.  | –   | –    | 8.  | 8.  | –   |     |

- najlepsze miejsce: 1. (sierpień 2011)
- najgorsze miejsce: 36. (lipiec 2017)
- najwyższy awans: +19 (marzec 1998)
- największy spadek: -11 (maj 1998, kwiecień 2017)
- źródła:[32][33].